# 2020年至2021年度香港政府財政預算案

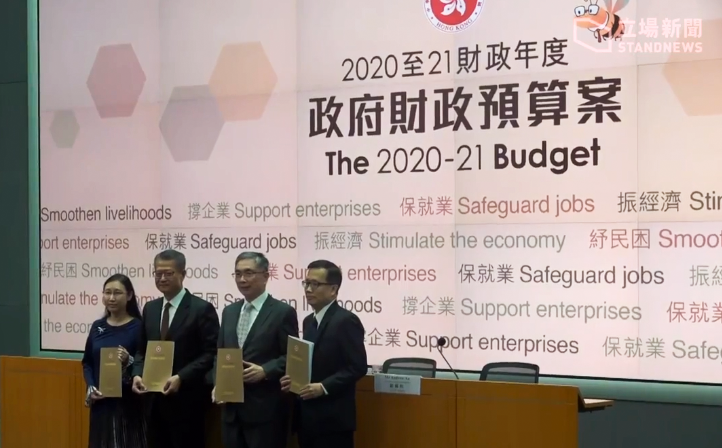
2020年/2021年度香港政府財政預算案記者會

《2020年/2021年度香港政府財政預算案》，是財政司司長陳茂波於2020年2月26日在立法會綜合大樓發表的香港政府財政預算案。由於受到中美贸易战、反對逃犯條例修訂草案運動以及2019冠狀病毒病疫情等不確定因素影響，特區政府動用超過1200億元的逆周期措施，「撐企業、保就業、穩經濟、利民生」作為預算案的主題。

## 內容摘要

### 利民紓困

#### 振經濟 紓民困
- 發放現金，向18歲或以上香港永久性居民發放10,000元[3]
- 寬減2019/20課稅年度100%薪俸稅和個人入息課稅，上限20,000元[3]
- 寬減2020/21年度住宅物業四季差餉，每季上限1,500元[3]
- 發放多1個月的綜合社會保障援助標準金額、高齡津貼、長者生活津貼或傷殘津貼鼓勵就業交通津貼亦有相若安排[3]
- 為公屋租住單位較低收入租戶代繳1個月租金[3]
- 為2021年香港中學文憑考試的學校考生代繳考試費[3]

#### 支援勞工
- 每年增撥3,000萬元優化勞工處的就業計劃，調升在職培訓津貼金額上限
- 向僱員再培訓局增撥25億元，優化「特別‧愛增值」計劃，調升學員每月最高津貼額至5,800元（2019年12月第四輪紓困措施已提出）
- 建造業議會撥出2億元，津貼工人接受培訓，並補助中小企承建商及註冊分包商，上限20,000元

#### 撐企業 保就業
- 企業特惠低息貸款
- 提供100%政府擔保的企業特惠低息貸款，貸款上限200萬元，最長3年還款期，申請期 6個月，首6個月還息不還本
- 寬減2019/20課稅年度100%利得稅，上限20,000元
- 寬減2020/21年度非住宅物業差餉，首兩季每季上限5,000元，後兩季每季上限1,500元
- 寬免2020/21年度商業登記費
- 寬免公司周年申報表登記費，為期2年

#### 延續去年宣布的紓困措施
- 非住宅電力用戶電費：補貼額外4個月每月75%電費開支，每月上限5,000元[3]
- 非住宅用戶水費/排污費：寬減額外4個月75%水費/排污費，每月上限20,000元/12,500元[3]
- 本地回收業：撥款1億元提供 6個月的租金資助
- 政府物業及土地/短期地契條款豁免書租金：6個月寬減50%
- 康文署文娛中心設施基本場租：6個月寬減50%
- 郵輪公司收費/郵輪碼頭商戶租金：寬減6個月

### 醫療系統
- 投放資源 加強服務
  - 過去兩份預算案投放了大量資源：制定第二個十年醫院發展計劃、增加醫療人手培訓、加快更新/添置醫療設備、引進尖端醫療儀器、 擴闊藥物名冊、設立100億元公營 醫療撥款穩定基金、發展中醫藥服務、推動基層醫療
  - 已為兩個十年醫院發展計劃預留約5,000億元，提供超過15,000張病床和超過90個手術室，應付至2036年的服務需求
  - 為醫院管理局和衞生署的防疫工作提供足夠財政支援
  - 2020/21年度向醫院管理局提供共750億元經常撥款，較2017/18年度增加35%
  - 已撥款約1億8,000萬元提升大學的設施和加強醫療專業培訓
  - 分階段翻新衞生署診所
  - 由2021/22年度起5年額外撥款共36億元予醫院管理局以挽留醫護人手
  - 撥款約6億元，資助非政府組織在未設立地區康健中心的11個區設立過渡性質的「地區康健站」
  - 為香港首間中醫醫院的建造工程進行招標
  - 提供足夠資源予相關政策局以支援精神受困擾的人士

### 多元經濟

#### 金融服務
- 將香港年金計劃最低投保年齡由65歲調低至60歲
- 推出總額10億元的定息按揭貸款試驗計劃，幫助減低供樓人士的利率波動風險
- 發行通脹掛鈎債券和銀色債券，總額不少於 130億元
- 未來5年發行合共約660億元的綠色債券
- 寬免在港上市交易所買賣基金（即ETF）的市場莊家在發行及贖回ETF單位過程中的股票買賣印花稅
- 設立有限合伙制度，及為私募基金所分發的附帶權益提供稅務寬免，以吸引更多私募基金在香港註冊和營運

#### 創新科技
- 預留30億元推展科學園第二階段擴建計劃
- 探討建設第三個「InnoHK創新香港 研發平台」
- 把「科技券」資助上限提高至60萬元，政府出資比例調高至75%
- 注資3億4,500萬元推行先導計劃，鼓勵物流業通過應用科技以提高生產力

#### 旅遊
- 向香港旅遊發展局增撥超過7億元，在疫情過後加強對外推廣

#### 貿易
- 向香港貿易發展局增撥1億5,000萬元，為港商開拓商機

#### 專業服務
- 預留約4億5,000萬元推行「願景2030 — 聚焦法治」計劃，加深香港社會對法治概念的認識及實踐

#### 文化創意
- 向「藝術發展配對資助計劃」注資9億元，帶動各界贊助文化藝術的風氣

#### 培育人才
- 擴大「研究員計劃」和「博士專才庫」的適用範圍至全港從事研發的科技公司
- 預留4,000萬元為本地大學STEM課程的本科及研究生安排短期實習
- 政府及公營機構增加2020/21年度的短期實習名額至近5,000個

### 土地房屋
- 2020/21年度政府賣地計劃、鐵路物業發展和私人發展/重建項目的潛在住宅用地供應合共提供15,700個單位，另6幅商業用地預計可提供約83萬平方米樓面面積
- 「土地共享先導計劃」今年上半年開始接受申請，增加短中期的公私營房屋供應
- 今年第二季公布香港未來土地需求的最新估算，作為政府日後覓地造地的藍本
- 繼續透過推展新發展區項目、改劃具房屋發展潛力的用地、發展棕地群和寮屋區等，全力提供土地以增加房屋供應

#### 公營房屋
- 預計2019/20至2023/24年度建屋量約為100,400個單位包括出租公屋/綠置居共74,400個單位，及資助出售房屋共26,000個單位

#### 私人住宅
- 預計2020年至2024年每年平均落成量約為19,600個單位

### 宜居城市

#### 環境保護
- 電動交通工具
  - 制定本港首份電動車普及化路線圖
  - 推行20億元先導計劃，資助私人住宅停車場安裝電動車充電基礎設施
  - 預留8,000萬元推行電動公共小巴試驗
  - 預留3億5,000萬元推行電動渡輪試驗計劃
- 今年下半年推出計劃，分階段淘汰約40,000輛歐盟四期柴油商業車，預留71億元提供特惠資助予受影響車主
- 為清潔生產伙伴計劃預留3億元，鼓勵港資工廠採用清潔生產技術，改善區域環境質素
- 成立2億元的低碳綠色科研基金，支持減碳技術和綠色科技的研發及應用
- 預留每年不少於3億元在今年下半年推行 廢紙回收服務計劃，穩定本地廢紙的回收量和價格

#### 智慧城市
- 今年公布《香港智慧城市藍圖2.0》，進一步推動智慧城市發展
- 預留10億元，成立智慧交通基金，資助與車輛有關的創新科研和應用
- 撥款1億元開發綜合數碼平台，便利工務工程監督的數據整合和信息互換，加強項目監管
- 由今年起分階段推出 全港三維數碼地圖，並預留6,000萬元設立首間地理空間實驗室，推動空間數據的應用
- 今年第四季推出「智方便」一站式個人化數碼服務平台

#### 關愛社會
- 未來兩年增加3,000個體弱長者的照顧服務名額，及未來一年增加1,000張身體機能中度或嚴重缺損長者的社區照顧服務券，涉及超過3億元經常開支
- 資助安老服務單位為有吞嚥困難的長者提供軟餐，涉及約7,500萬元經常開支
- 資助受社會福利署津助並營運日間服務單位的非政府機構的冷氣費用，涉及4,600萬元經常開支

### 公共財政

#### 2019/20財政年度
- 赤字約378億元，佔本地生產總值約1.3%

#### 2020/21財政年度
- 預計赤字約1,391億元，佔本地生產總值4.8%
- 其中近1,200億元赤字與現金 發放計劃及其他一次性寬免措施有關，不會構成長遠財政承擔

#### 2021/22至2024/25財政年度
- 預計赤字介乎74億元至170億元
- 主要成因是政府收入未能追上開支（尤其是經常開支）的急劇增加

#### 應對挑戰
- 未來政府開支將進入整固期
- 往後開支增加，須更注意政府長遠的承擔能力，並與收入的增長相對應
- 須保持經濟增長與活力，尋找新的經濟增長點，以提高收入
- 可能需要考慮開拓新的收入來源或調整稅率
- 可能需要逐步縮減一次性寬免措施

## 各方反應
陳茂波在宣讀財政預算案之前預告，新一個財政年度的預計財政赤字可能是歷來最高，如果落實全民派錢一萬，財政赤字勢破千億元大關。此外由於香港新型肺炎疫情尚未爆發，陳茂波曾多次強調持家要「睇餸食飯」，暗示不會向市民派錢，隨著疫情來襲，香港市民搶購防疫物資的情況不斷上演，民怨急速升溫，民主派、民建聯、經民聯要求政府全民派錢。在陳茂波宣讀財政預算案當日，工聯會、民主黨、工黨等多個政黨在政總外請願，均提出要求全民派錢一萬。在陳茂波宣讀財政預算案時，全民派「糖」納入財政預算案中。此舉受到了代表中小型企業的立法會議員的歡迎，認為當中政府協助公司取得貸款的做法可以幫助企業資金短缺的問題。
但是在財政預算案中，除了「全民派一萬元」，還包含警隊大幅增加預算，由於在警民關係受到「反對逃犯條例修訂草案運動」影響跌至冰點的情況下增加警隊預算，這種捆綁式的審議引起了民主派的不滿，不希望通過有關警察增加預算的部分，但陳茂波表示沒有計劃把財政預算案部份抽出，如果立法會最後投票否決預算案，警隊的預算和派錢計劃都會一同告吹。警察增加預算的部分也得不到香港市民的支持，民調顯示香港市民對預算案的滿意率由宣讀預算案當日的46%下跌至28%，評分更是由54.1分下降至40.2分，創2008年有紀錄以來新低。派錢方面，建制派和民主派罕有達成共識，希望將派錢部分涉及的金額單獨抽起，交由特别财委会审议，以便更快审批这项拨款。

## 後續
由於冠狀病毒病疫情持續，特區政府財政預算案提出「派錢」措施未能有效緩解各行各業所受到的影響，香港政府以及業界持份者為香港中小企業提供舒緩措施和資助「防疫抗疫基金」。

## 外部連結
- 2020年至2021年度香港政府財政預算案網頁（页面存档备份，存于）